# Oka (Spanje)
De Oka is een rivier in Spaans Baskenland met bronnen bij de berg Oiz en die uitmondt in de Golf van Biskaje bij Guernica. De Oka wordt gevormd door de samenvloeiing van verschillende kleine rivieren en is zelf maar 17 km lang. De monding van de rivier vormt het estuarium van Urdaibai. Dit is een moerasgebied van 230 km² dat sinds 1984 erkend is als biosfeerreservaat door UNESCO en sinds 1992 als watergebied van internationale betekenis in het kader van de Conventie van Ramsar. Hier vindt men 729 diersoorten waaronder de (heringevoerde) zeearend.